# Jacobs-Halbinsel
Die Jacobs-Halbinsel ist eine wuchtige Halbinsel an der Shackleton-Küste der antarktischen Ross Dependency. Sie ragt östlich der Nash Range in das Ross-Schelfeis hinein. Die Halbinsel ragt bis zu 800 m hoch auf und ist abgesehen wenigen Bereichen am nordöstlichen Ausläufer, wie zum Beispiel das Kap May, von Eis bedeckt.
Das Advisory Committee on Antarctic Names benannte sie 2003 dem US-amerikanischen Ozeanographen Stanley S. Jacobs vom Lamont-Doherty Earth Observatory der Columbia University, der zwischen 1963 und 2000 physikalische und chemische Untersuchungen im Südlichen Ozean einschließlich dem Rossmeer durchgeführt hatte.